# Wilamówka
Wilamówka (früher auch Wilamowo) ist ein Dorf der Landgemeinde Trzcianne im Powiat Moniecki der Woiwodschaft Podlachien in Polen.

## Geschichte

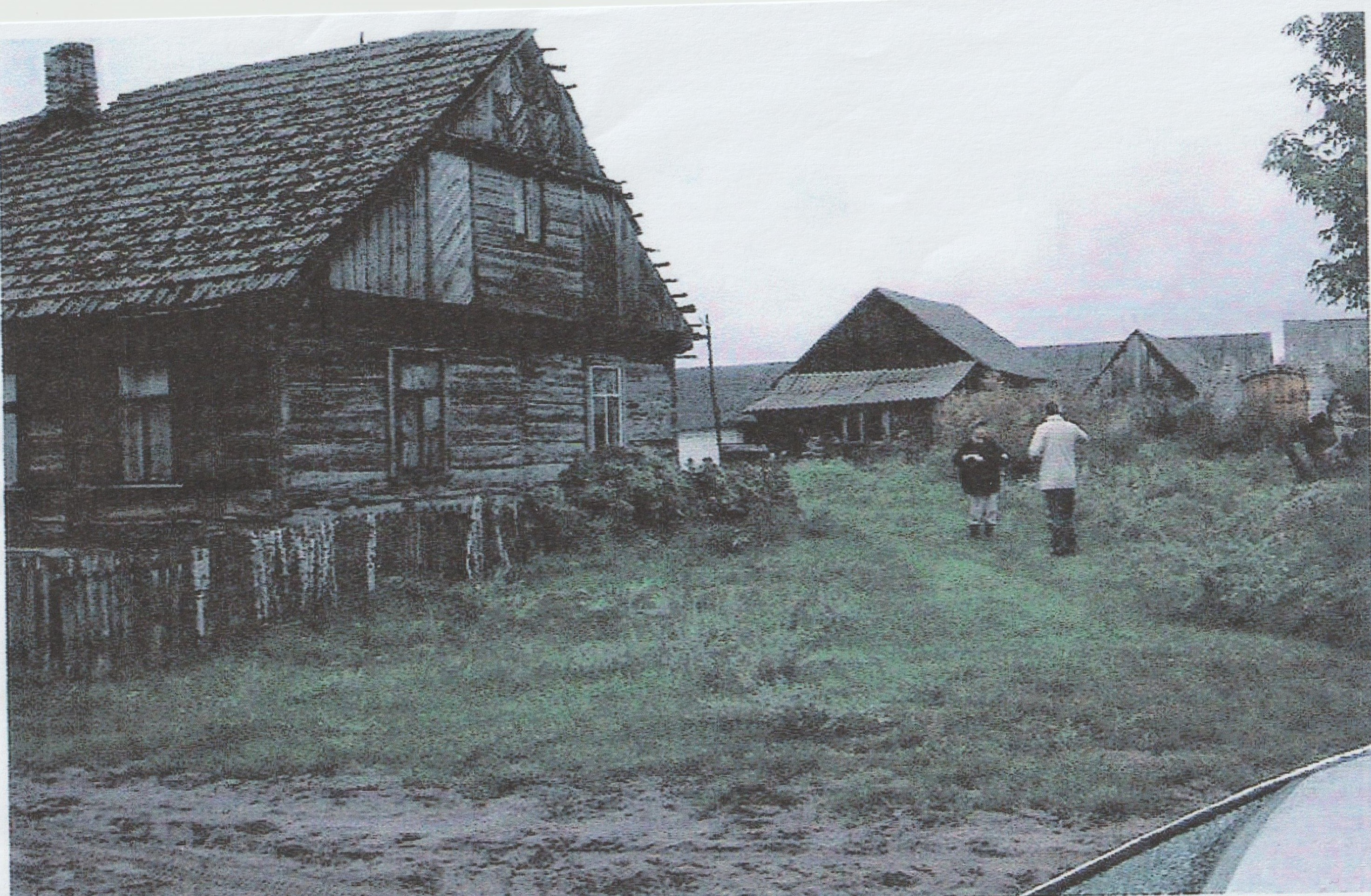
Wilamowka

Der Ort am linken Ufer der Biebrza im Land Bielsk der Woiwodschaft Traken im Großfürstentum Litauen, von 1569 bis 1795 in Polen-Litauen, wurde im 16. Jahrhundert Wilamowo benannt.
Im Jahr 1511 wurde der Besitzer von Wilamowka, Marek Wilamowski, in den Adelsstand erhoben. Nach dessen Tod erhielten die beiden Söhne Andrzej und Stanisław Dąbrówka am 6. Oktober 1529 von König Sigismund I. die Bestätigung des Erbrechts. 1571 war Maciej Wilamowski Besitzer von Wilamowka, das 55 Włókas umfasste.